# Reading United
El Reading United es un equipo de fútbol de los Estados Unidos que juega en la USL League Two, la cuarta liga de fútbol más importante del país.

## Historia
Fue fundado en el año 1996 en la ciudad de Reading, Pennsylvania con el nombre Reading Rage y entraron a la desaparecida USISL Pro League (extinta tercera división), donde en cuatro temporadas en la que estuvo en la liga ganó un título divisional en 1997.
Posteriormente pasaron a jugar en la United Soccer League entre la división 3 y la Pro, sin ganar títulos de división, pero con varias apariciones en las semifinales de conferencia.
Desde 2004 juegan en la USL Premier Development League (hoy en día USL League Two) que aunque es un nivel inferior, lograron ser uno de los clubes importante de la liga, con tres títulos divisionales y apariciones en la semifinal nacional, así como varias apariciones en la US Open Cup.
En el 2009 firmaron un convenio con el Philadelphia Union de la MLS como miembro afiliado de una liga menor, por lo que inmediatamente cambiaron su nombre por el que tienen actualmente.

## Palmarés

### USL
- PDA Mid-Atlantic División: 3

2008, 2009, 2010

### USISL
- USISL Mid-Atlantic Division: 1

1997

## Estadios
- Estadio de la Fleetwood High School; Fleetwood, Pennsylvania (2003)
- Gene L. Shirk Stadium at Albright College; Reading, Pennsylvania (2004, 2012)
- Don Thomas Stadium; Reading, Pennsylvania (2005–2011, 2013)
- Estadio de la Oley Valley High School; Oley Valley, Pensilvania 2 juegos (2011, 2013)